# Campionato italiano di hockey su ghiaccio 1965-1966
Il Campionato italiano di hockey su ghiaccio 1965-66 inizia con diverse novità: viene istituita la Serie B a girone unico, con lo scopo di creare un torneo di maggior prestigio di quello di Promozione organizzato in gruppi.

## Serie A
Il Torino, vincitore del torneo di Promozione nella stagione precedente, rinuncia a partecipare alla massima Serie; a Bolzano, il Südtiroler Sportverein si fonde con l'Hockey Club Bolzano, mentre l'Ortisei cambia denominazione in Hockey Club Gardena, ma la sua iscrizione rimane dubbia fino all'inizio del campionato per problemi allo stadio e per la perdita di due forti pedine come Mario Avesani ed Enrico Mahlknecht che ha indebolito la squadra, ma grazie alla buona volontà di alcuni giocatori e dirigenti i problemi vengono risolti e la formazione gardenese si presenta ai nastri di partenza.

### Formazioni
Sono iscritte 5 formazioni: Alleghe HC, HC Bolzano, SG Cortina, Diavoli Milano e HC Gardena.

### Campionato
Sia i campioni in carica del Cortina che i Diavoli Milano mostrano problemi nel reparto difensivo dovuto agli obblighi militari di Isidoro Alverà e Paolo Bernardi per gli ampezzani e di Luciano Nucci per la formazione meneghina. Gli scoiattoli corrono ai ripari, in vista anche dei numerosi impegni internazionali (Coppa delle Alpi e Coppa Europa), ingaggiando l'italo-canadese Daniel O'Connell Malone, mentre i milanesi si affidano a Giancarlo Agazzi, Renato Brivio e alla giovane promessa Sarfatti, proveniente dal farm-team Amatori Milano.

#### Prima Fase
Ad eccezione dell'Alleghe, Cenerentola del torneo, che termina a 0 punti ed il Bolzano (8 punti), che perde o pareggia gli scontri diretti con le altre pretendenti al titolo, la lotta per il primo posto è ristretta ai Diavoli Milano (9 p.ti), al sorprendente Gardena (11 p.ti), capace di fermare gli scoiattoli in casa per 3-2, infliggendogli l'unica sconfitta della stagione regolare, e al Cortina che chiude al primo posto con 12 punti.

#### Seconda Fase
Nella seconda fase il Gardena è costretto a giocare le gare interne a Bolzano a causa dell'impraticabilità del rink dovuta alle condizioni climatiche. Nella prima gara interna i gardenesi battono nuovamente il Cortina, stavolta per 2-1, alimentando sogni di gloria che terminano due giorni più tardi in casa degli ampezzani che infliggono loro una sonora sconfitta per 8-1. I Diavoli Milano non entrano mai nel vivo della lotta per la conquista del tricolore, totalizzando due vittorie con il Gardena e due sconfitte con il Cortina.

##### Classifica
La Sportivi Ghiaccio Cortina vince il suo ottavo titolo, terzo consecutivo.

Formazione Campione d'Italia: Franco Alverà - Isidoro Alverà - Enrico Benedetti - Paolo Bernardi - Alberto Da Rin - Gianfranco Da Rin - Bruno Frison - Paolo Gaspri - Bruno Ghedina - Ivo Ghezze - Giuseppe Lorenzi - Francesco Macchietto - Giovanni Mastel - Giulio Oberhammer - Italo Scuderi - Ruggero Savaris - Jack Siemon - Giulio Verocai.

### Classifica marcatori
In cima alla classifica marcatori c'è Bryan Whittal (Diavoli Milano, 16 reti), seguito da Gianfranco Da Rin (SG Cortina, 13 reti), Ernesto Crotti (Diavoli Milano, 10 reti), Jean Marc Asselin (HC Gardena, 8 reti) e Lucio Brugnoli (Gardena, 6 reti).